# Thomas Sigwald
Thomas Sigwald (* in Wien) ist ein österreichischer Opern- und Operettensänger (Tenor), Schauspieler und Theaterproduzent.

## Leben
Thomas Sigwald wurde in Wien geboren und nach seiner Matura an der Tourismusschule Modul Wien am Max Reinhardt Seminar in Wien aufgenommen, wo er seine Schauspielausbildung absolvierte. Seine Karriere startete Thomas Sigwald 1984 mit der Hauptrolle im Peter-Patzak-Film Die Försterbuben an der Seite von Franco Nero.
Nach Engagements am Landestheater Linz, den Salzburger Festspielen und Gastauftritten im TV (Die liebe Familie) wurde Thomas Sigwalds Stimmtalent entdeckt und er begann seine Karriere im Musicalbereich an den Vereinigten Bühnen Wien (Enjolras/Feuilly in Les Miserables), am Stadttheater Klagenfurt (Tony in West Side Story) und am Linzer Landestheater (Judas in Jesus Christ Superstar). Seine Gesangsausbildung erhielt er bei Althea Bridges, Illko Natchev und Ron Schneider.
1992 wurde Sigwald als lyrischer Tenor in das Ensemble des Landestheaters Linz aufgenommen, wo er sich zahlreiche wichtige Partien erarbeiten konnte. Er war unter anderem als Tamino in der Zauberflöte, Belmonte in der Entführung aus dem Serail, Werther in Werther, Rinuccio in Gianni Schicchi und Fenton in Falstaff zu sehen.
Im Fach Operette konnte sich Sigwald als freiberuflicher Tenor im deutschsprachigen Raum einen Namen machen und sang die männlichen Hauptrollen bekannter Operetten wie Die Fledermaus (Eisenstein/Alfred), Die lustige Witwe (Graf Danilo), Gräfin Mariza (Tassilo), Die Csárdásfürstin (Edwin), Orpheus in der Unterwelt (Orpheus), Das Land des Lächelns (Sou-Chong), Wiener Blut (Graf Zedlau) unter anderem am Theater am Gärtnerplatz, der Semperoper Dresden, Volksoper Wien, Stadttheater Baden, Stadttheater Klagenfurt, Landestheater Salzburg, Opernhaus Halle und Staatstheater Schwerin.
Seit 2006 ist Thomas Sigwald Ensemblemitglied der Volksoper Wien und dort in den drei Bereichen Musical, Operette und Oper auf der Bühne zu erleben.
Operettts, ein von Sigwald produziertes Operettenkabarett, war vier Jahre lang im Spielplan der Volksoper Wien zu sehen und wird seitdem europaweit aufgeführt.
Das breite Wirkungsfeld des Tenors wird ergänzt durch CD-Produktionen, weltweite Konzertauftritte/Gastauftritte sowie Regietätigkeiten. 2008 war Thomas Sigwald künstlerischer Leiter und Moderator des Großevents „100 Jahre Modul“ der Wirtschaftskammer Wien, 2010 künstlerischer Leiter des Festivals der Kulturresidenz Zögernitz.

## Repertoire (Auswahl)

### Operette
- Leutnant Niki – Ein Walzertraum (Oscar Straus)
- Herzog/Caramello – Eine Nacht in Venedig (Johann Strauss)
- Paul Aubier – Der Opernball (Heuberger)
- Adam – Der Vogelhändler (Zeller)
- Barinkay – Der Zigeunerbaron (Johann Strauss)
- Zarewitsch – Der Zarewitsch (Lehár)
- Graf Rene – Der Graf von Luxemburg (Lehár)
- Goethe – Friederike (Lehár)

### Oper
- Tamino – Die Zauberflöte (Mozart)
- Don Ottavio – Don Giovanni (Mozart)
- Belmonte – Die Entführung aus dem Serail (Mozart)
- Pong – Turandot (Puccini)
- Nadir – Die Perlenfischer (Bizet)

### Musical
- Tony – West Side Story (Bernstein)
- Enjolras – Les Miserables (Schönberg/Boubil)
- Judas – Jesus Christ Superstar (Webber)
- Jesus – Godspell (Schwartz)
- Petruccio – Kiss me Kate (Porter)
- Frank Butler – Annie Get your Gun (Berlin)

## Diskographie
- 1989 Les Miserables, Vereinigte Bühnen Wien
- 2003 Liebesgeständnisse – oft-selten-nie gehörte Meisterwerke der Operette
- 2005 Frederick Loewe – CD, SWR
- 2006 Operettenmetropole Baden – Festkonzert
- 2006 Operettenmetropole Baden – ORF Aufzeichnung und DVD
- 2009 Operettts – DVD, Aufnahme aus der Volksoper Wien
- 2010 Antonia und der Reißteufel – CD/DVD, Aufnahme der Volksoper Wien
- 2017 Der Kongress tanzt – Volksoper Wien

## Filmographie
- 1983 Die liebe Familie (Gastrolle)
- 1984 Die Försterbuben
- 2007 Salto für Anfänger
- 2008 Polly Adler (TV-Serie), Episode: Seifenoper
- 2022 Vienna Blood – Der Schattengott (Fernsehreihe)